# مارك بينيت
مارك بينيت (بالإنجليزية: Mark Bennett)‏ هو لاعب اتحاد الرغبي بريطاني، ولد في 3 فبراير 1993 في كامنوك ‏ في المملكة المتحدة.

## وصلات خارجية
- مارك بينيت عل موقع إسبنسكروم (الإنجليزية)
- مارك بينيت على موقع ItsRugby.co.uk (الإنجليزية)
- مارك بينيت على موقع اللجنة الأولمبية الدولية (الإنجليزية)
- مارك بينيت على موقع أوليمبيديا (الإنجليزية)
- مارك بينيت على موقع اللجنة الأولمبية البريطانية (الإنجليزية)